# 뜨거운 감자
뜨거운 감자는 대한민국의 음악 그룹이다. 1997년 김C와 고범준이 결성한 팀으로서 2000년 첫 앨범을 낸 이후 현재까지 여섯 장의 음반을 발표하였으며, 홍대 앞 카페에서 활발한 공연을 통하여 그들만의 독특한 음악세계를 구축해가고 있다.

## 소개
'뜨거운 감자'는 약간은 수상한 것들, 가슴아픈 것들, 화나는 것들을 모티브로 음악을 만들어, 팀 이름과는 상반되는 음악을 하기도 하고, 따뜻한 것들, 예쁜 것들, 기분 좋은 것들을 음악에 담아내면서 팀 이름과 어울리는 음악을 하기도 한다.
4집 앨범에서는 기존의 듀엣 밴드 사운드에 새롭게 일렉트로닉 사운드를 결합시키는 새로운 시도를 하였다. 따라서 밴드 사운드에 비하여 더욱 뜨겁고, 편안하고, 재미있고, 맛있는 음악을 선보임으로써 음악성과 대중성을 보여 주고 있다.
김C의 불륜 논란 이후 2018년에 "중력의 여자"를 발표했고, 2019년 6월에는 6집 "Liquor Storage"로 컴백하였다. 

## 음반 목록

### 정규 앨범
- 2000년 1집 NAVI(나비)
- 2003년 2집 New Turn
- 2006년 3집 연기(年記)
- 2008년 4집 The Journey Of Cultivating A Potato Field
- 2012년 5집 Who Doesn`t Like Sweet Things
- 2019년 6집 Liquor Storage

### 비정규 앨범
- 2010년 시소

## 수상
- 2010년 제12회 《Mnet 아시안 뮤직 어워드》 - 베스트 밴드 퍼포먼스상
- 2010년 제2회 《멜론 뮤직 어워드》 - 얼터너티브부문 스페셜상
- 2011년 제8회 《한국대중음악상》 - 올해의 노래상